# Gonfaron
Gonfaron – miejscowość i gmina we Francji, w regionie Prowansja-Alpy-Lazurowe Wybrzeże, w departamencie Var.
Według danych na rok 1990 gminę zamieszkiwało 2566 osób, a gęstość zaludnienia wynosiła 63 osoby/km² (wśród 963 gmin regionu Prowansja-Alpy-W. Lazurowe Gonfaron plasuje się na 233. miejscu pod względem liczby ludności, natomiast pod względem powierzchni na miejscu 203).